# Ctenobium antennatum
Ctenobium antennatum är en skalbaggsart som beskrevs av Leconte 1865. Ctenobium antennatum ingår i släktet Ctenobium och familjen trägnagare. Inga underarter finns listade i Catalogue of Life.